# Zsigmond Villányi
Zsigmond Villányi   (Hercegszántó, 1 de gener de 1950 - Budapest, 13 de gener de 1995) fou un pentatleta hongarès que va competir durant les dècades de 1960 i 1970.
El 1972 va prendre part en els Jocs Olímpics d'Estiu de Múnic, on disputà dues proves del programa de pentatló modern. Junt a András Balczó i Pál Bakó guanyà la medalla de plata en la competició per equips, mentre en la competició individual fou dotzè.
En el seu palmarès també destaquen el campionat del món júnior individual de 1969 i 1970, així com tres medalles de plata al Campionat del món de pentatló modern i quatre campionats nacionals, un individual i tres per equips. Un cop retirat va exercir d'entrenador.